# BL 8-inch-gun Mk I – VII naval gun
Die BL 8 inch gun mit den Versionen Mk I, II, III, IV und VI stellen die erste Generation britischer mittelschwerer Hinterlader-Schiffsgeschütze dar.

## Konstruktion

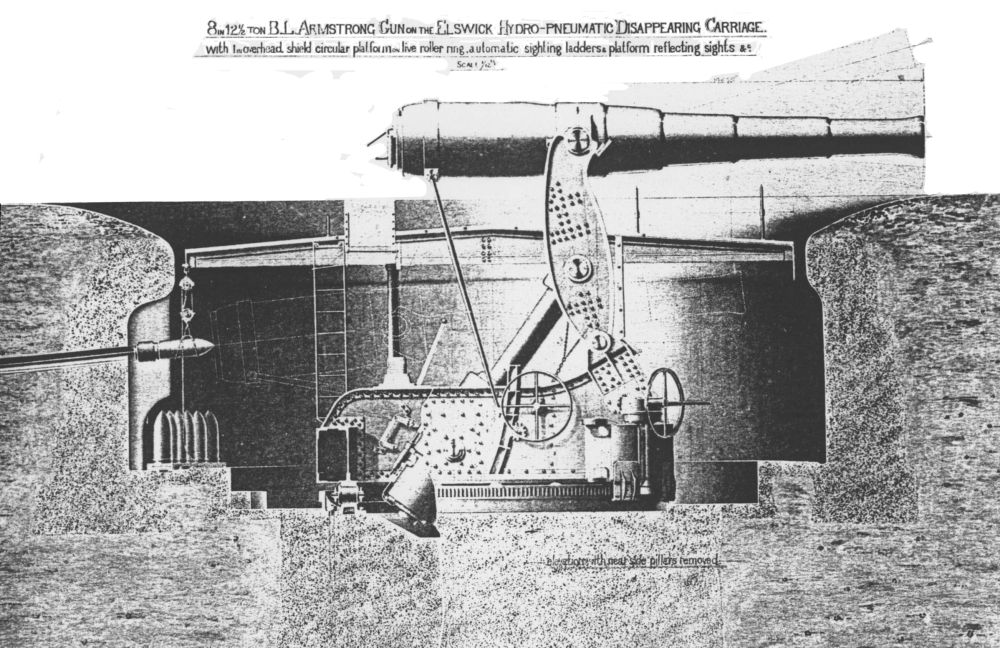
BL 8 inch für den stationären Einsatz in Küstenbefestigungen auf einer Gelenklafette

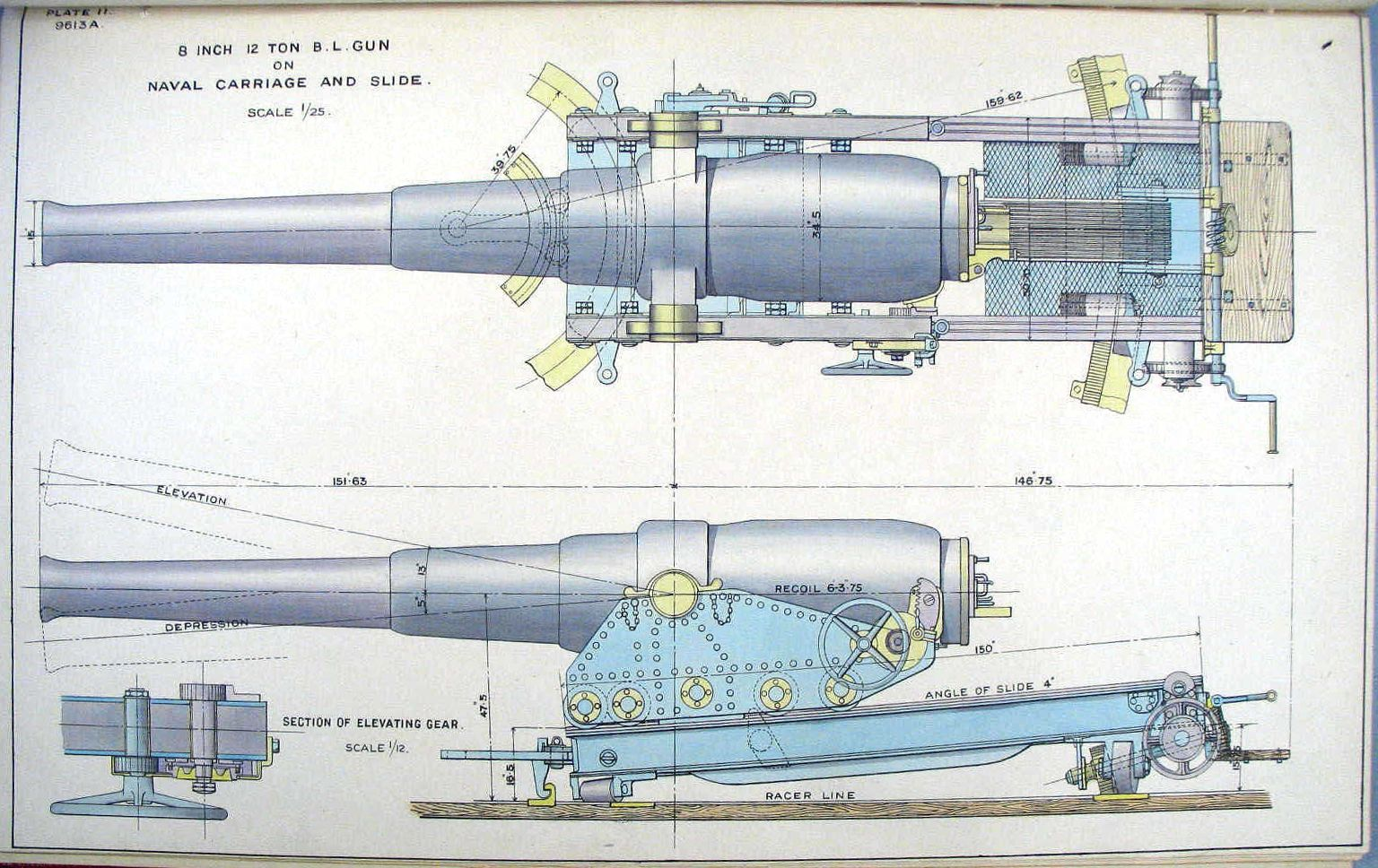
BL 8 inch auf Marinelafette

Die ab Mitte der 1860er Jahre eingeführten Vorderlader mit gezogenem Lauf (RML – Rifle Muzzle Loading) hatten sich bei der Royal Navy und bei der Küstenartillerie grundsätzlich bewährt. In langwierigen Versuchsreihen waren geeignete Kalibergrößen ermittelt worden. Der Fortschritt im Schiffbau, insbesondere in Hinblick auf Geschwindigkeit und Panzerung der dampfgetriebenen Kriegsschiffe, erforderte jedoch eine höhere Reichweite und Kadenz sowie eine größere Durchschlagskraft. Als gasdichte Verschlüsse verfügbar wurden, ging man daher wieder zum Hinterlader über. Aus ökonomischen Gründen sollten jedoch die in großer Anzahl vorhandenen Treibladungen aus Schwarzpulver weiterverwendet werden. Die Kanonen wurden daher ursprünglich für die Verwendung derartiger Treibladungen konstruiert. Wesentlichstes Unterscheidungsmerkmal der einzelnen Versionen ist die Länge des Rohrs. Entwickelt wurden Geschütze mit einer Rohrlänge von Kaliber 25 bzw. Kaliber 30. Aus der unterschiedlichen Rohrlänge und diversen anderen Modifikationen resultieren unterschiedliche Massen der einzelnen Versionen.
Bei diesen Geschützen wurden die Granate, die Treibladung -in Form von Treibladungsbeuteln- und der Zündverteiler jeweils separat geladen.
Eine Vorrichtung zur Aufnahme der Energie des Rückstosses war nicht vorhanden, daher erforderten diese Kanonen speziell konstruierte Lafetten.
Der Typ wurde nicht weiterentwickelt, da die Royal Navy ab 1895 das Kaliber 9,2 inch (und später 7,5 inch) bevorzugte. Als mit der Washingtoner Flottenkonferenz von 1922 jedoch die Kaliber der verschiedenen Schiffsklassen beschränkt wurde, kehrte man 1923 zum Kaliber 8 inch zurück, um für die Schweren Kreuzer die Beschränkungen des Abkommens maximal auszunutzen. Zu diesem Zeitpunkt entstand das BL 8-inch-Schiffsgeschütz Mk VIII. In der Zwischenzeit entwickelte und fertigte Elswick eine Reihe von Geschützen des Kalibers 8 inch mit Rohrlängen von 40 bzw. Kaliber 45 für den Export.

### Mk I und Mk II
Diese Versionen umfassen eine Reihe von Versuchsmustern und Prototypen, die jedoch nicht zum Einsatz kamen. Es wurde eine geringe Anzahl von Geschützen mit einer Rohrlänge von 25 bzw. 30 Kalibern gefertigt.

### Mk III
Diese Version ist eine Kanone mit einer Rohrlänge von 25 Kalibern, die für den Einsatz von Schwarzpulver-Treibladungen vorgesehen war. Sie kam auf der HMS Bellerophon, einem Panzerschiff  der Royal Navy, nach deren Umrüstung 1895 zum Einsatz. Das Geschossgewicht betrug  95,25 kg (210 pounds).

### Mk IV
Die Version Mk IV hatte eine Rohrlänge von 30 Kalibern. Sie wurde auf den geschützten Kreuzern der Mersey-Klasse (1885) verwendet. Dabei kamen aus Kordit bestehende Treibladungen zum Einsatz. Die Verwendung dieser Art von Treibladungen ermöglichte größere Rohrlängen und damit eine höhere Reichweite und Durchschlagsleistung, erforderte jedoch auch eine Verstärkung des Rohres. Das Geschossgewicht veränderte sich im Vergleich zur Version Mk III nicht.

### Mk VI
Die Version Mk VI, Rohrlänge ebenfalls 30 Kaliber, kam auf den indischen Monitoren Abyssinia und Magdala nach deren Umrüstung 1892 zum Einsatz. Verschossen wurden ebenfalls Granaten mit einem Gewicht von 95,25 kg (210 pounds) unter Verwendung von Treibladungen aus Kordit.

### Mk VII

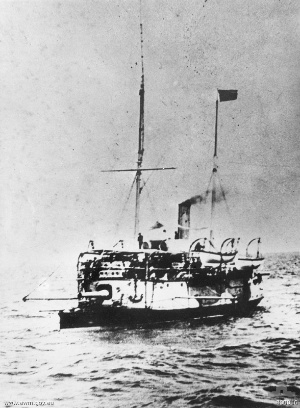
BL 8 inch auf Gayundah, 1903

Die Version Mk VII war eine leichtere Ausführung mit einer Rohrlänge von 25 Kalibern. Verschossen wurden leichtere Granaten mit einem Gewicht von 81 kg (180 pounds). Mit dieser Waffe wurden Kriegsschiffe in Australien sowie die dortigen Küstenbefestigungen ausgerüstet. Unmittelbarer Anlass für die Einführung dieser Waffe waren die befürchtete russische Expansion (Russian Scare) im Pazifik während des Great Game in den 1880er Jahren.
Mit der Version Mk VII wurden folgende Schiffe ausgerüstet:
- HMQS Gayundah, 1884
- HMCS Protector, 1884
- HMVS Albert, 1884
- HMVS Victoria, 1884

Weiterhin fand sie in diversen Küstenbefestigungen der Straits Settlements, in Australien und Neuseeland, wie beispielsweise in North Head, Verwendung. Dabei wurden sie auf einer Gelenklafette montiert. Dadurch wurde einerseits die Energie des Rückstoßes aufgenommen, andererseits war ein Nachladen unter Panzerschutz möglich. Da die befürchtete Invasion ausblieb, feuerten diese Kanonen nur wenige scharfe Schüsse ab.